# Mỹ Hiệp Sơn
Mỹ Hiệp Sơn là một xã thuộc huyện Hòn Đất, tỉnh Kiên Giang, Việt Nam.

## Địa lý
Xã Mỹ Hiệp Sơn nằm ở phía bắc huyện Hòn Đất, có vị trí địa lý:
- Phía đông giáp huyện Tân Hiệp
- Phía tây giáp xã Mỹ Thái và xã Sơn Kiên
- Phía nam giáp các xã Mỹ Phước, Mỹ Thuận và Sơn Kiên
- Phía bắc giáp tỉnh An Giang.

Xã Mỹ Hiệp Sơn có diện tích 103,45 km², dân số năm 2020 là 12.598 người, mật độ dân số đạt 122 người/km².

## Hành chính
Xã Mỹ Hiệp Sơn được chia thành 7 ấp: Hiệp Bình, Hiệp Hòa, Hiệp Lợi, Hiệp Tân, Hiệp Thành, Hiệp Trung, Kiên Hảo.

## Lịch sử
Ngày 27 tháng 9 năm 1983, Hội đồng Bộ trưởng ban hành Quyết định số 107-HĐBT về việc chia xã Mỹ Lâm thành 3 xã lấy tên là xã Mỹ Lâm, xã Mỹ Hiệp Sơn và xã Mỹ Phước.

## Hình ảnh

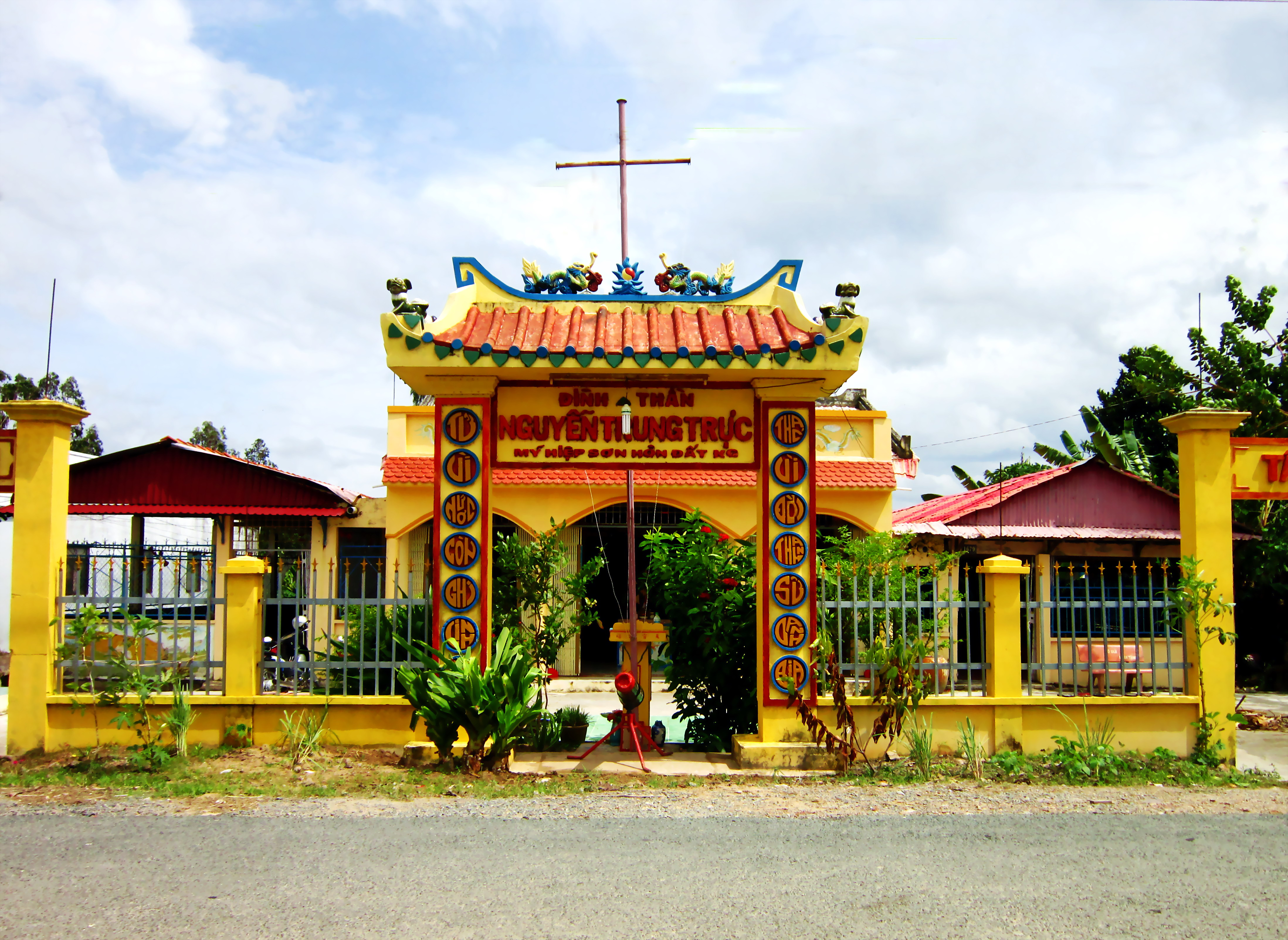
Đình thần Nguyễn Trung Trực ở xã Mỹ Hiệp Sơn
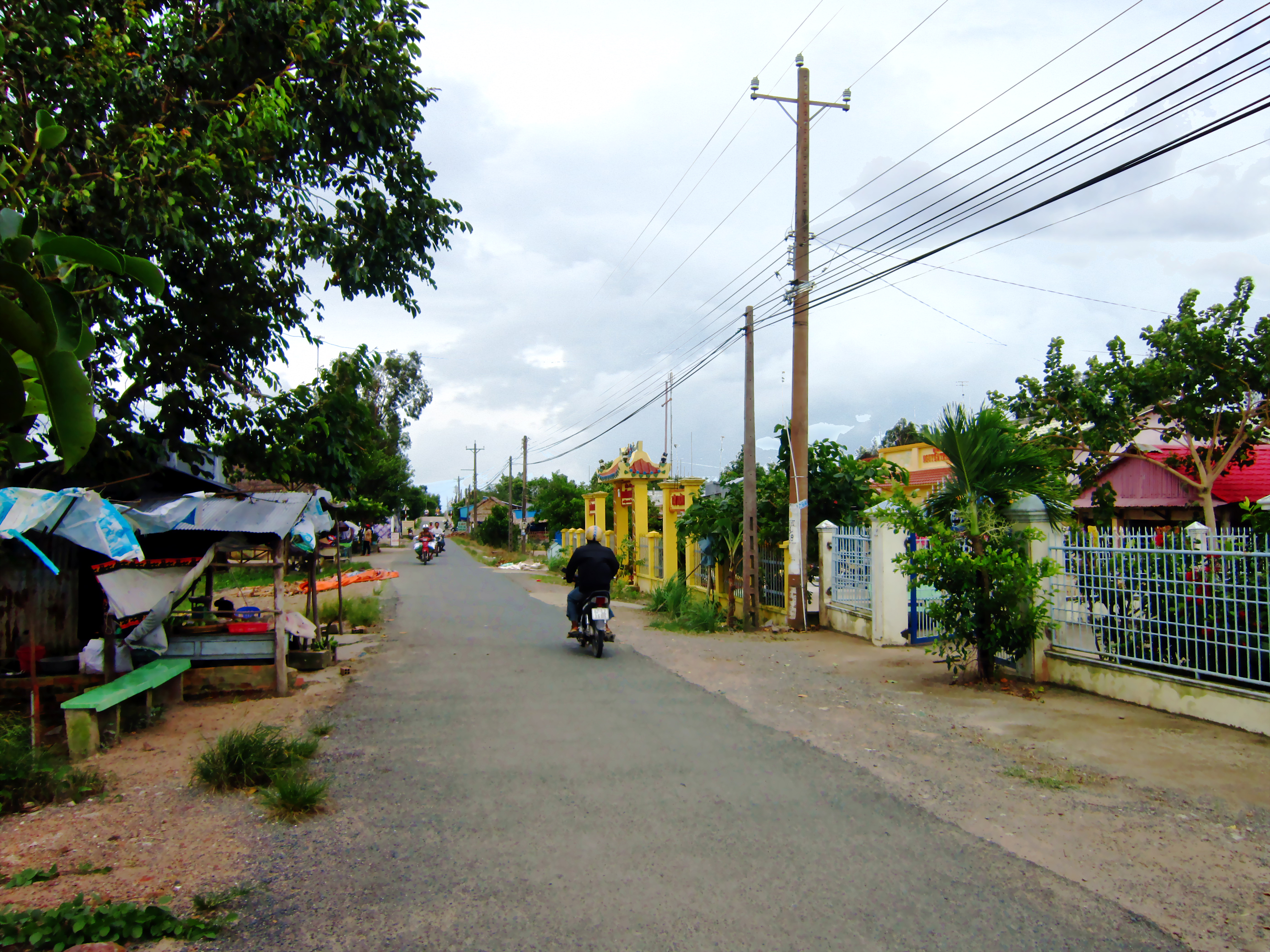
Con đường nhỏ có tráng nhựa đi qua xã Mỹ Hiệp Sơn[6].